# Over-the-counter
Over-the-counter (zkratka OTC) neboli mimoburzovní trh je typem uspořádání trhu s cennými papíry. Pokud jsou nějaké cenné papíry obchodovány takzvaně „přes přepážku“, znamená to, že jejich obchodování neprobíhá pod záštitou oficiální instituce, která by vykonávala dohled nad trhem a přebírala by odpovědnost za vypořádání dohodnutých obchodů. Účastníci obchodů tak vyjednávají o podmínkách kontraktu přímo mezi sebou. Podmínky kontraktů většinou nejsou standardizovány a také podstupované riziko obou stran je obecně vyšší než na organizované burze cenných papírů.
Tato organizace trhu je uplatňována například při obchodování se swapy nebo s kryptoměnami.